# Emmanuel de Grouchy
Emmanuel de Grouchy, marquès de Grouchy, (París, 23 d'octubre, 1766 - Saint-Étienne (Loira), 29 de maig, 1847), va ser un general francès de la Revolució i de l'Imperi, Mariscal de l'Imperi, Comte de l'Imperi, àguila gran de la Legió d'Honor, parell de França.
Va participar en la majoria de les campanyes de Napoleó I i el seu nom s'adjunta a l'última batalla de l'emperador, a Waterloo, perquè la tropa que comandava no va arribar a temps per revertir el curs de la batalla. Després es va exiliar durant sis anys als Estats Units i va tornar a França on els successius reis van anar restaurant els seus drets.

## Família
Era el fill gran del marquès de Grouchy (François Jacques de Grouchy, 1715-1808), i de Gilberte Fréteau (vers 1740-1793).
A través del seu pare, prové d'una família d'antigues noblesa. A través de la seva mare, és nebot de dos nobles que van tenir un paper important sota Lluís XVI: Emmanuel Fréteau de Saint-Just (1745-1794), que és el seu padrí, i el president Dupaty (1746-1788).
A través de dones, està vinculat a personatges famosos:
- La seva germana Sophie de Grouchy que es va casar amb el marquès de Condorcet (1743-1794) el 1786;
- La seva germana Charlotte Félicité de Grouchy (1768 Condécourt-1844) que es va casar amb Pierre Jean Georges Cabanis (1757-1808) el 1796;

El 17 de maig de 1785 es va casar amb Cécile Félicité Céleste Le Doulcet (1766 o 1767-1827) al "Château de Villette", que era germana de Louis-Gustave Le Doulcet de Pontécoulant.

## Durant la Monarquia
Grouchy es va incorporar al cos reial d'artilleria d'Estrasburg als 13 anys l'any 17803. Va ser ascendit a tinent de segon del regiment d'artilleria de La Fère el 1781. Havent-se incorporat a la cavalleria el 1782, Grouchy va ser ascendit al rang de capità en el regiment de cavalleria reial estranger, abans de ser nomenat el 1786 a la companyia escocesa de la Guàrdia Reial, amb el grau de segon tinent (equivalent a tinent coronel de l'exèrcit).
Francmaçó el 1787, va ser membre de la lògia “L’Héroisme” de Beauvais.

## La revolució francesa
Els principis de 1789, que va adoptar amb entusiasme, el van empènyer a renunciar a la seva feina de tinent de guàrdia.

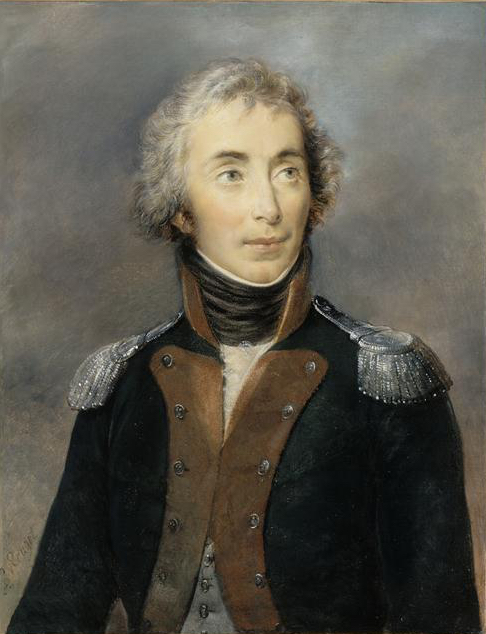
Emmanuel de Grouchy, coronel dels 2ns dracs el 1792, Georges Rouget, 1835.

Es reincorporà a l'exèrcit i esdevingué coronel l'any 1792, del 12è regiment de caçadors de cavalls, després del 2n regiment de dragons del 5 de febrer al 8 de juliol de 1792, i molt ràpidament del 5è regiment d'hússars (antic regiment d'Hussards de Lauzun); el mateix any, va ser enviat a l'Exèrcit del Sud com a mariscal de camp. Unint-se a l'exèrcit dels Alps, va manar la cavalleria i va participar gloriosament en les operacions i la conquesta de Savoia. La seva conducta en les diferents batalles que van seguir li van valer el grau de general de divisió, que li van atorgar els representants en missió. Defensa Nantes contra els Vendéans, però és suspès com a noble i exclòs de l'exèrcit. Proscrit com a noble pel decret del 15 de Termidor any II, Grouchy es va retirar al departament de la Manche; es manté discret i passa el Terror sense incidents. Després de la caiguda de Robespierre, va tornar al servei.
Revocat l'any III, va ser enviat a l'Exèrcit de la Costa de l'Oceà com a cap d'estat major, va unir forces amb les tropes comandades per Lazare Hoche i va contribuir a la victòria sobre els emigrants que havien desembarcat a Quiberon. Arran d'aquest afer, va obtenir el comandament en cap de l'exèrcit occidental, i esdevingué, com a cap de l'estat major, l'ajudant del general Hoche, responsable del comandament dels tres exèrcits units. Va marxar a l'expedició irlandesa i va tornar després del fracassat desembarcament. L'any VI, Grouchy va passar sota les ordres de Joubert a l'exèrcit d'Itàlia. Enviat al Piemont, va forçar el rei Carles-Emmanuel a abdicar, i va rebre el comandament del Piemont com a recompensa. En tots els assumptes anteriors a la batalla de Novi, Grouchy va fer prodigis de valor. Va ser ferit a València i a la batalla de Trebbia dos cavalls van morir sota seu. A Novi, va comandar l'ala esquerra i va fer presoners a 4.300 austríacs. Envoltat a les portes de Paturna, on va rebre 14 ferides, va ser fet presoner.

## El consolat
Bescanviat després d'un any de captivitat, va veure el 18 de Brumari amb desesperació i va protestar per escrit contra l'establiment del Consolat. No obstant això, va tornar al servei i, destinat a l'exèrcit dels Grisons l'estiu de 1800, va perseguir els austríacs de l'Engiadina. Responsable de comandar una de les divisions del Segon Exèrcit de Reserva, el va comandar en cap durant la malaltia de Macdonald. Després es va traslladar a l'exèrcit del Rin sota les ordres de Moreau; va lluitar allà amb el seu valor normal i va tenir una part més gloriosa en la batalla de Hohenlinden. Va continuar cap a Viena, arribant a Steyer on es va signar l'armistici. La seva amistat amb el general Moreau va fer guanyar a Grouchy la sospita de Bonaparte, que no li va donar cap comandament fins a la campanya de 1805. En pau, va obtenir una inspecció general de cavalleria, va ser l'encarregat de retornar el fill del rei a la Toscana, i fer-lo reconegut com a rei d'Etrúria.

## L'Imperi
Campanyes d'Àustria, Prússia i Polònia

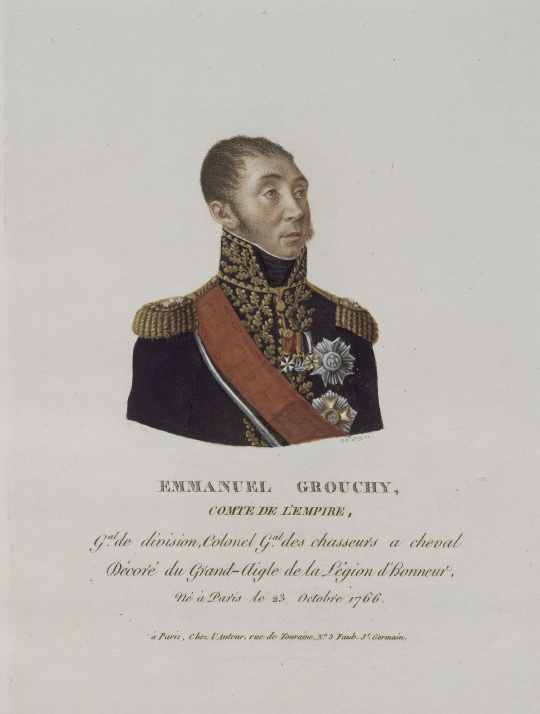
Emmanuel de Grouchy, coronel general dels caçadors a cavall de la Guàrdia Imperial.

El 19 de Brumari Any XII, va ser nomenat membre de la Legió d'Honor i gran oficial el 25 de Prairial següent. En aquesta ocasió, ha de prestar un jurament de lleialtat a l'emperador Napoleó I, i mai no ha trencat aquest jurament. El 1805, el general Grouchy va ser ascendit al comandament d'una divisió de l'exèrcit galo-batavià, al capdavant de la qual va presenciar les batalles de Wertingen, Guntzburg i Ulm. Després d'Ulm, va caure malalt i va haver d'abandonar la seva divisió per tornar a França. Passat el 1806, al comandament d'una divisió de dracs, va perseguir les restes de l'exèrcit prussià després de Jena, obligant Hohenlohe a capitular.
Va dirigir la seva divisió el 25 d'octubre a Berlín; el 26, va lluitar amb ella a Zehdenick, i dos dies després a Prentzlow. Després de distingir-se a Lübeck, a l'encreuament del Vístula, a Thorn, etc., va presenciar la mortaldat de la batalla d'Eylau el 8 de febrer de 1807. Al matí, va conduir 4.000 homes a la batalla; al vespre amb prou feines li quedaven 1.200. El seu cavall va ser mort sota d'ell. Ell mateix, greument ferit, deu la seva vida a la dedicació del jove George Washington de La Fayette, el seu ajudant de camp. Després d'aquesta batalla, va rebre de l'emperador la Gran Creu de l'orde militar de Maximilià Josep de Baviera; quatre mesos més tard, la seva conducta a Friedland li va valer una menció afalagadora al butlletí XIX.

## A Espanya i Àustria
Després del Tractat de Tilsit, el general Grouchy va ser condecorat amb la gran àguila de la Legió d'Honor, i el 1808, l'emperador el va nomenar comte de l'Imperi i el va enviar a Espanya. Sota les ordres de Murat, esdevingué governador de Madrid, i reprimí la insurrecció del maig de 1808. El general va assenyalar la seva presència en aquesta capital amb importants serveis; però aviat va demanar i va obtenir permís per tornar a França. Amb prou feines va arribar, va rebre ordres d'incorporar-se a l'exèrcit a Itàlia (1809). Després de prodigis de valor, en aquesta campanya, s'unirà amb el príncep Eugène de Beauharnais la Grande Armée d'Alemanya. Ell decideix la victòria a la batalla de Raab. El 6 de juliol va participar gloriosament a la batalla de Wagram, on va derrotar la cavalleria enemiga i va envoltar el cos de l'arxiduc Carles. Dos dies després, va derrotar completament la rereguarda enemiga sota les ordres del príncep Rosenberg. Napoleó el va recompensar conferint-li el rang de Comandant de l'Ordre de la Corona de Ferro i el va nomenar Coronel General dels Chasseurs à Cheval de la Guàrdia. Aquest rang situa el general Grouchy entre els grans oficials de l'Imperi.

## Al capdavant de la cavalleria a Rússia i França
El 1812, el general comte Grouchy va rebre el comandament d'un dels tres cossos de cavalleria de la Grande Armée. Va comandar el 3r Cos de Cavalleria durant la campanya russa. Va ser el primer a creuar el Dnièper i va lluitar a Krasnoy, Smolensk i Moskowa. A ell li devem l'èxit d'aquesta darrera batalla, en què va rebre un biscaí al pit, va veure ferit el seu fill al costat i va fer matar un cavall sota seu. Durant la retirada de Moscou, Grouchy va lluitar a Maloyaroslavets sota les ordres d'Eugène de Beauharnais, va rebre l'ordre de cobrir l'exèrcit i va tenir l'honor de salvar part de l'artilleria francesa a Viazma. Substituït a la rereguarda per Davout, Grouchy hauria rebut el comandament de l'esquadró sagrat, una unitat de cavalleria formada per oficials, que protegia a l'emperador durant la retirada. Tornat a França a finals de 1812, es va enfadar amb Napoleó el 1813, aquest últim el volia mantenir al capdavant de la cavalleria mentre Grouchy volia un comandament a la infanteria. Després retorna les seves ordres de servei al ministre i es retira a les seves terres; però aviat les fronteres franceses foren envaïdes i el general Grouchy, oblidant tot ressentiment personal, va escriure a l'emperador per demanar-li més servei. És de nou la cavalleria de la Grande Armée que se li confia: Grouchy atura l'enemic a les planes de Colmar, s'uneix a l'emperador a Saint-Dizier, després d'haver defensat el pas dels Vosges contra els aliats, pren una part del més gloriós a les batalles de Brienne, La Rothière i Vauchamps, a Montmirail, i va ser ferit a Troyes que va recuperar a l'enemic. Ferit molt greu de nou a Craonne, va haver de renunciar al servei durant un temps.
A l'arribada de Lluís XVIII, es va incorporar i va esdevenir inspector general de la cavalleria. La Restauració va treure a Grouchy el grau de coronel general dels caçadors de cavalls i el va donar al duc de Berry. No obstant això, va rebre la Creu de Comandant de l'Orde de Saint-Louis.

## Els Cent Dies
Però al retorn de l'emperador, aquest fidel entre els fidels va ser un dels primers a unir-s'hi: el març de 1815, el general Grouchy, convocat a les Tulleries, va dir a Napoleó que la seva devoció a la pàtria estava adquirida. Responsable del comandament en cap de la 7a, 8a, 98a i 10a divisions militars, va marxar a Lió i va trobar el duc d'Angoulême a Donzère que va exigir l'execució de la convenció de La Palud; Grouchy va escriure sobre això a Napoleó i, per ordre expressa, va fer que el príncep s'embarqués a Sète i després se'n va anar a Marsella. Aquest acte li va valer la seva batuta com a Mariscal de l'Imperi i ser nomenat Par de França.
El 17 d'abril va rebre el certificat de Mariscal de l'Imperi. Enviat a l'exèrcit dels Alps com a general en cap, va organitzar aquest exèrcit, va posar en estat de defensa les fronteres de Savoia i el Piemont, després va tornar a París, cridat a la Cambra dels Pars per un decret imperial. Aviat va ser posat al capdavant del comandament en cap de la cavalleria de l'Exèrcit del Nord. Segueix l'exèrcit durant la campanya de Bèlgica.
Va contribuir a la victòria de la batalla de Ligny el 16 de juny, però, encarregat per Napoleó de perseguir els prussians, va executar aquesta ordre sense qüestionar-la a so de canó, malgrat les peticions del seu adjunt, el futur mariscal Gérard i, per tant, es perd la batalla de Waterloo. Durant aquests dies del 17 i 18 de juny van tenir lloc els fets pels quals el mariscal Grouchy va ser molt criticat. Destacat el 17 amb un cos de 33.000 homes per anar a perseguir els prussians que Napoleó creia que s'havien retirat cap al Mosa, hauria deixat escapar el cos de Blücher, amb 40.000 homes, que no hauria d'haver perdut de vista, i s'hauria deixat enganyar pel petit cos prussià de Thielmann, que li va amagar la contramarxa de Blücher en direcció al canó de Wellington. L'ordre donada per Napoleó de marxar cap a Wavre no era, però, absoluta i estava subjecta a maniobres enemigues.

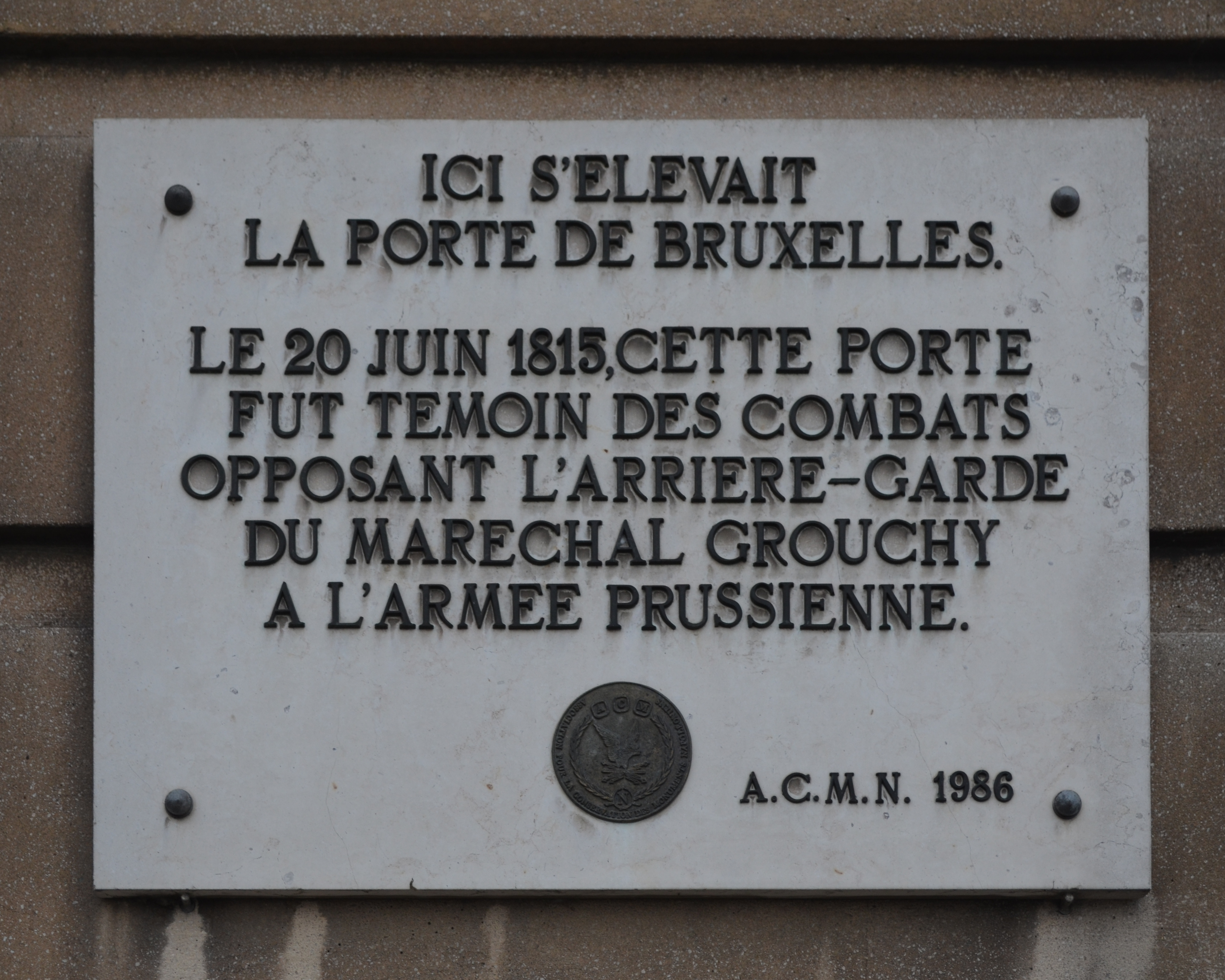
Namur al lloc de l'antiga porta de Brussel·les, commemoració de les batalles entre la rereguarda del mariscal Grouchy i l'exèrcit prussià.

Las Cases informa, al Memorial, que a Sainte-Hélène Napoleó hauria dit:
| « | El mariscal Grouchy amb 33.000 homes i 108 peces de canó va trobar el secret que semblava indescifrable de no estar, el dia 18, ni al camp de batalla, de Mont-Saint-Jean, ni a Wavre... La conducta del mariscal Grouchy era tan imprevisible com si, en el seu recorregut, el seu exèrcit hagués viscut un terratrèmol que l'hagués engolit. | » |

Segons la llegenda, al migdia del 18 de juny, Grouchy va dinar a Walhain a la taula del notari Höllert i va acabar el seu àpat amb un plat de maduixes malgrat les repetides crides de Gérard per marxar cap al canó.
L'absència dels 33.000 homes de Grouchy va privar Napoleó del seu dret i va canviar la victòria en una derrota. El mariscal va arribar a Wavre al vespre, quan Blücher va arribar a Waterloo. A Wavre, va atacar el cos prussià que va ocupar aquesta ciutat i la va derrotar. Atacat al seu torn l'endemà per forces més considerables, va rebutjar l'enemic de tal manera que es va preparar per marxar cap a Brussel·les quan va rebre el missatge de l'emperador. El mariscal es retira a Namur, executant la seva retirada per tot l'exèrcit anglo-prussià i arriba a Reims, sense haver patit cap pèrdua. Va ser allà on va saber que per darrera vegada l'emperador acabava d'abdicar a favor del rei de Roma. Fa una proclama als seus soldats en què els compromet a defensar, sota les ordres del nou líder de l'Imperi, els interessos de la pàtria i la llibertat.

## Exili a Amèrica

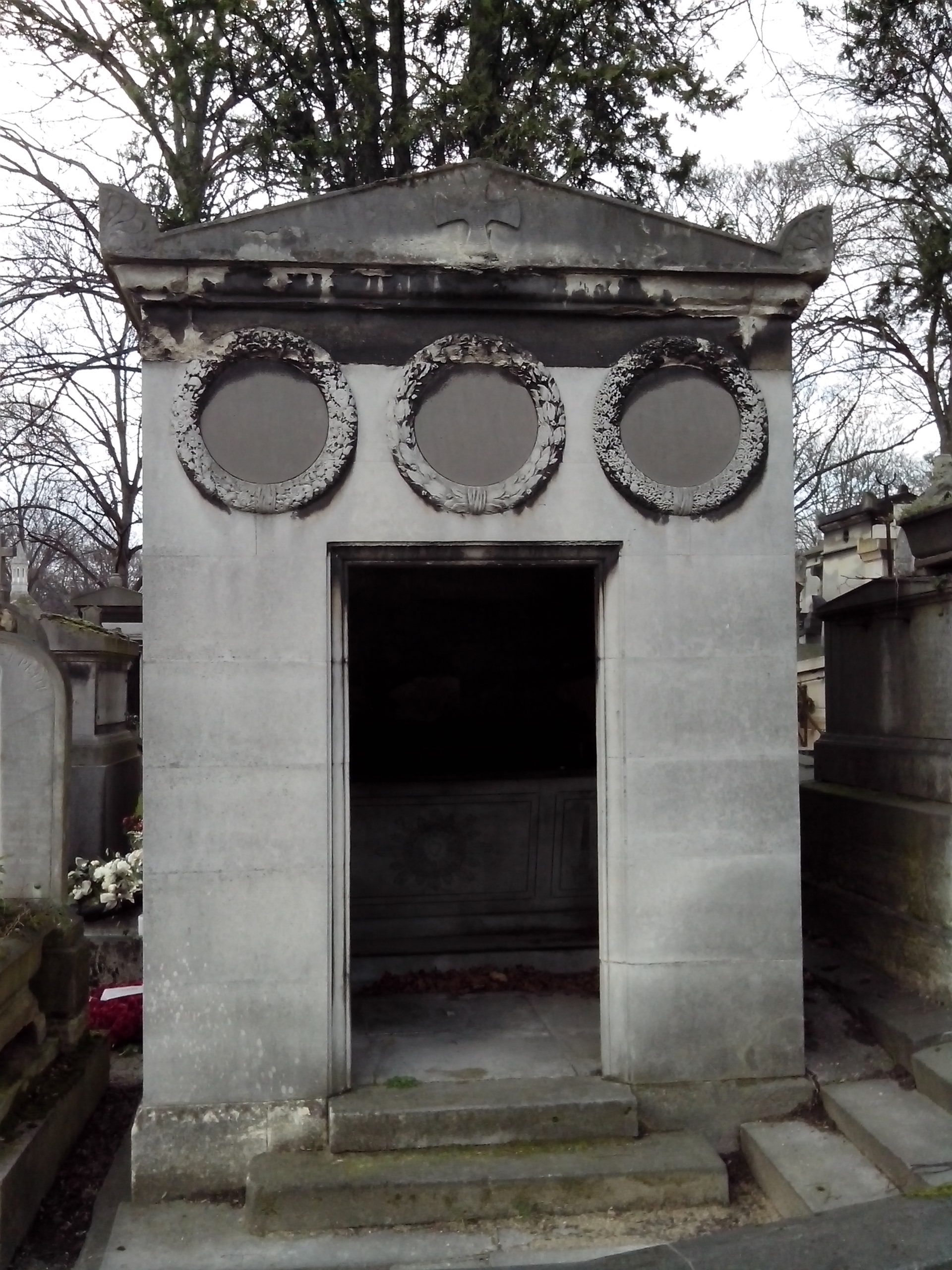
Tomba al cementiri del Père-Lachaise.

A Soissons, el mariscal va rebre el 28 de juny un decret del govern provisional, datat el 25, pel qual va ser cridat al comandament en cap de l'Exèrcit del Nord. A la seva arribada a París, va lliurar aquest comandament al mariscal Davout. Proscrit per l'ordre del 24 de juliol de 1815 de Lluís XVIII que no li va perdonar la detenció del duc d'Angoulema, es va refugiar als Estats Units, a Filadèlfia on va romandre cinc anys.

## El retorn a França
En dues ocasions el 2n consell de guerra de la 1a divisió, encarregat de jutjar el mariscal, es va declarar incompetent. Per ordre reial del 24 de novembre de 1819, Lluís XVIII va permetre a Grouchy tornar a la seva terra natal, restituint-li els seus títols, graus i honors, el 19 de març de 1815. Tornat a França el 1821, el comte Grouchy, tornant a ser tinent general, estava jubilat. Louis-Philippe li retorna els seus antics títols i també el nomena Par de França. Una reial ordre del 19 de novembre de 1831 li va restablir el títol de Mariscal de França. Una altra ordre de l'11 d'octubre de 1832, va restaurar el seu seient a la Cambra dels Pars.
Va morir el 29 de maig de 1847 a Saint-Étienne, (Hôtel du Nord on s'havia allotjat) tornant d'un viatge a Itàlia mentre viatjava de Valence a Vichy. Està enterrat al cementiri del Père-Lachaise (57a divisió). El seu nom està inscrit a l'Arc de Triomf de l'Étoile, costat nord. La ciutat de Saint-Étienne va fer construir l'any 1872 una caserna de cavalleria en memòria del mariscal, que porta el seu nom i que acollirà dos esquadrons de cuirassers. Aquesta caserna va ser enderrocada després de la Segona Guerra Mundial (la piscina municipal situada al seu solar rep el nom de piscina de Grouchy).

## Escut d'armes

"
Armes de comte de l'Empire (1766-1847)
Armes del mariscal-marquès de Grouchy sota la monarquia de juliol

## m Fonts i bibliografia
- "Emmanuel de Grouchy", a Charles Mullié, Biographie des célébrités militaires des armées de terre et de mer de 1789 à 1850, 1852 [detall de l'edició]
- Béatrice Capelle i Jean-Claude Demory, Maréchaux d'Empire, París, E/P/A, 2008, 287 pàg. (ISBN 978-2-85120-698-5), “Grouchy, el gran absent de Waterloo”.
- Christian Legros, Grouchy: de Versalles a Waterloo, París, Les Editions de la Bisquine, coll. “Una vida-una època, una època-una vida”, 2015, 654 p. (ISBN 979-1-092-56606-2)
- Marc Cornet (prefaci Jean Tulard.), Le maréchal Grouchy : 1766-1847 : la malédiction de Waterloo, París, L'Harmattan, 2015, 293 p. (ISBN 978-2-343-05922-8)
- Charles Le Brun, Dictionnaire encyclopédique illustré de l'histoire de France, París, Edició de Lodi, 1999, (ISBN 2-84216-225-0)